# Ивакино (Химки)
Ивакино — бывший населённый пункт в Московской области, ныне квартал Ивакино микрорайона Клязьма-Старбеево города Химки. Располагалось село у соединения реки Клязьма с каналом имени Москвы, на левом берегу.

## История
Ивакино известно с XVI века, название происходит от имени владельца, татарского царевича Ибака (Ибрагим). После крестьянской реформы была образована Черкизовская волость, в которую входила деревня, на 1884 год в Ивакино числилось 22 крестьянских двора. С 1817 года вошла в Сходненскую волость, в послевоенные годы — в состав Химкинского района. С 2004 года Ивакино включено в черту города Химки.